# Casa pazza di Hằng Nga

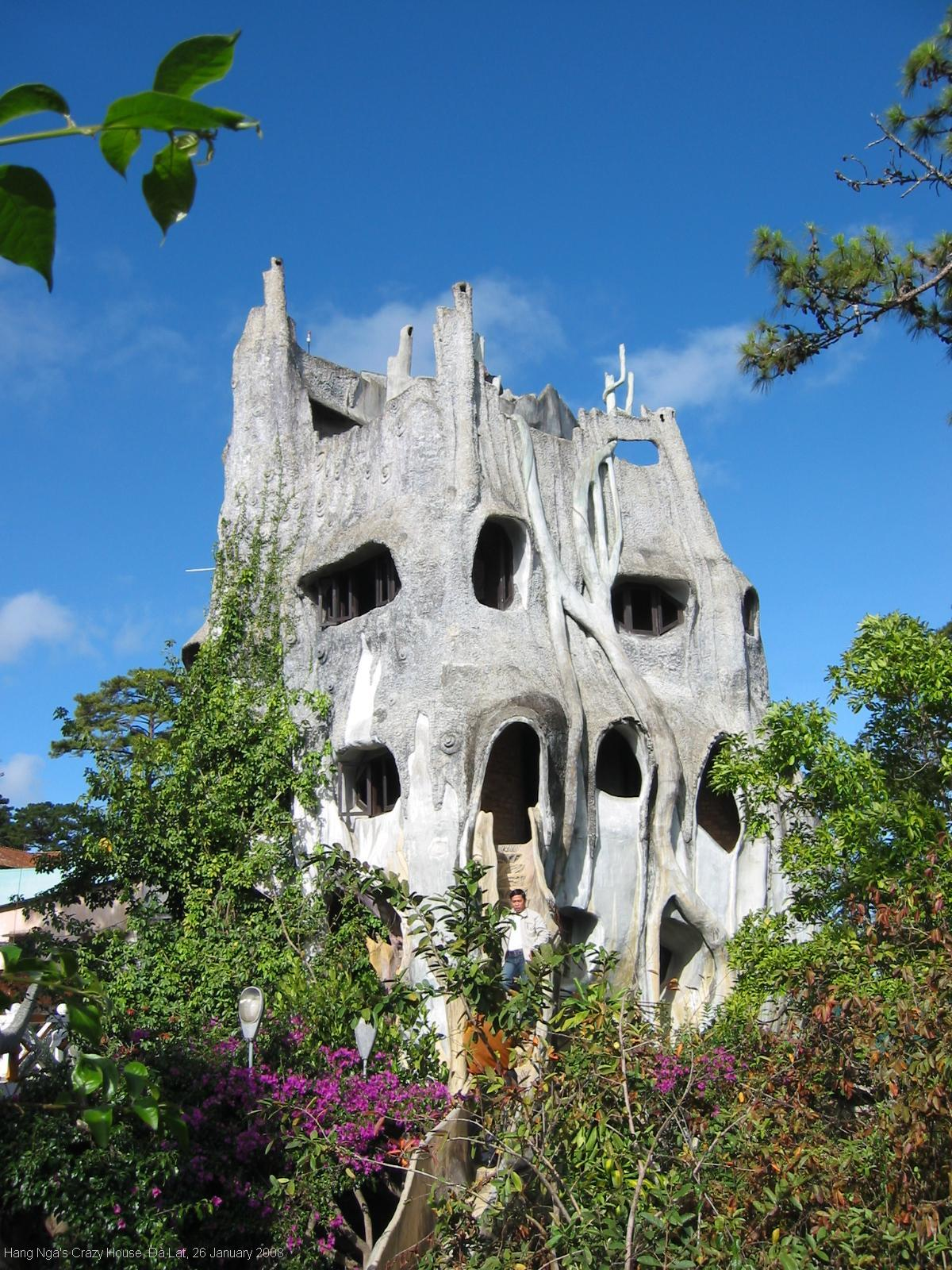
Esterno della casa pazza di Hằng Nga

La casa pazza di Hằng Nga è un edificio non convenzionale progettato e costruito nella città di Đà Lạt, in Vietnam, dall'architetto vietnamita Đặng Việt Nga, figlia del defunto segretario generale del Partito Comunista del Vietnam, Trường Chinh.
Descritta come "casa delle fate" (Hằng Nga, in cinese 姮娥S, Chang'eP, è la dea della Luna), la struttura del palazzo è stata realizzata come se fosse un gigantesco albero, incorporando elementi e sculture che raffigurano elementi naturali, come animali, funghi, ragnatele e caverne. Lo stile architettonico, che include forme complesse, organiche e non rettilinee, è stato descritto come espressionista: Nga ha tratto ispirazione nel progetto dalle forme dei palazzi dell'architetto catalano Antoni Gaudí (come ad esempio la Casa Batlló), mentre i visitatori spesso associano il complesso alle opere di Salvador Dalí e Walt Disney.

## Storia
Le autorità locali, tra cui il Comitato popolare della città di Da Lat, si sono opposti al lavoro di Nga per molti anni, respingendo i suoi progetti a causa delle preoccupazioni suscitate dall'aspetto bizzarro, per la sua mancanza di estetica formale e la sua integrità strutturale. Con perseveranza ed il finanziamento privato di amici e parenti, Dang è stata comunque in grado di sviluppare ulteriormente e perfezionare la casa, riuscendo infine a convincere il governo nazionale di Hanoi ad approvare il suo lavoro, che le ha permesso di continuare a costruire senza restrizioni.
Dalla sua apertura nel 1990, l'edificio ha ottenuto numerosi riconoscimenti e recensioni per la sua architettura unica, ed è spesso citato nelle guide turistiche ed indicato come uno dei dieci edifici più "bizzarri" del mondo.

## Design

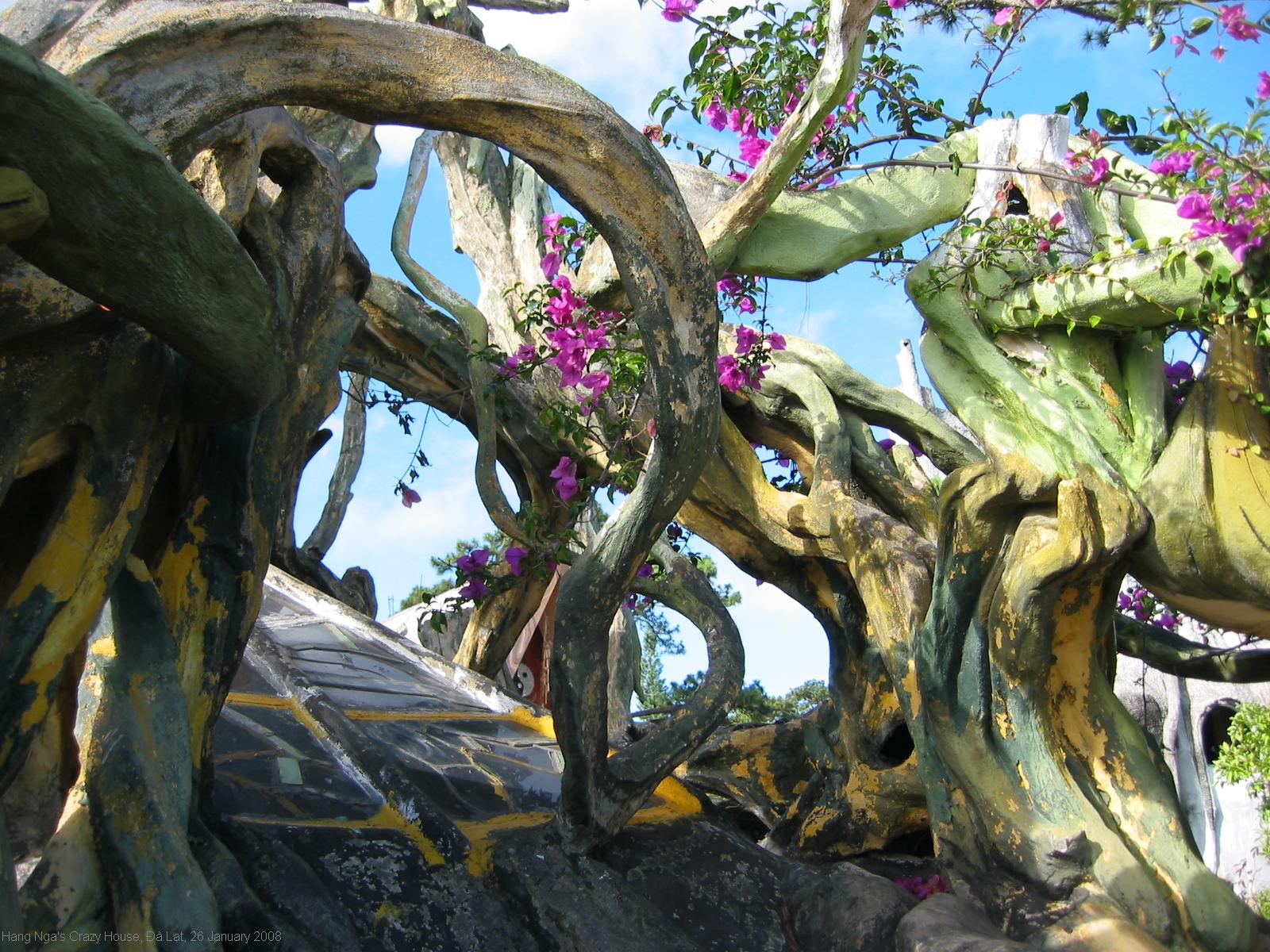
L'esterno dell'edificio è decorato con forme organiche contorte

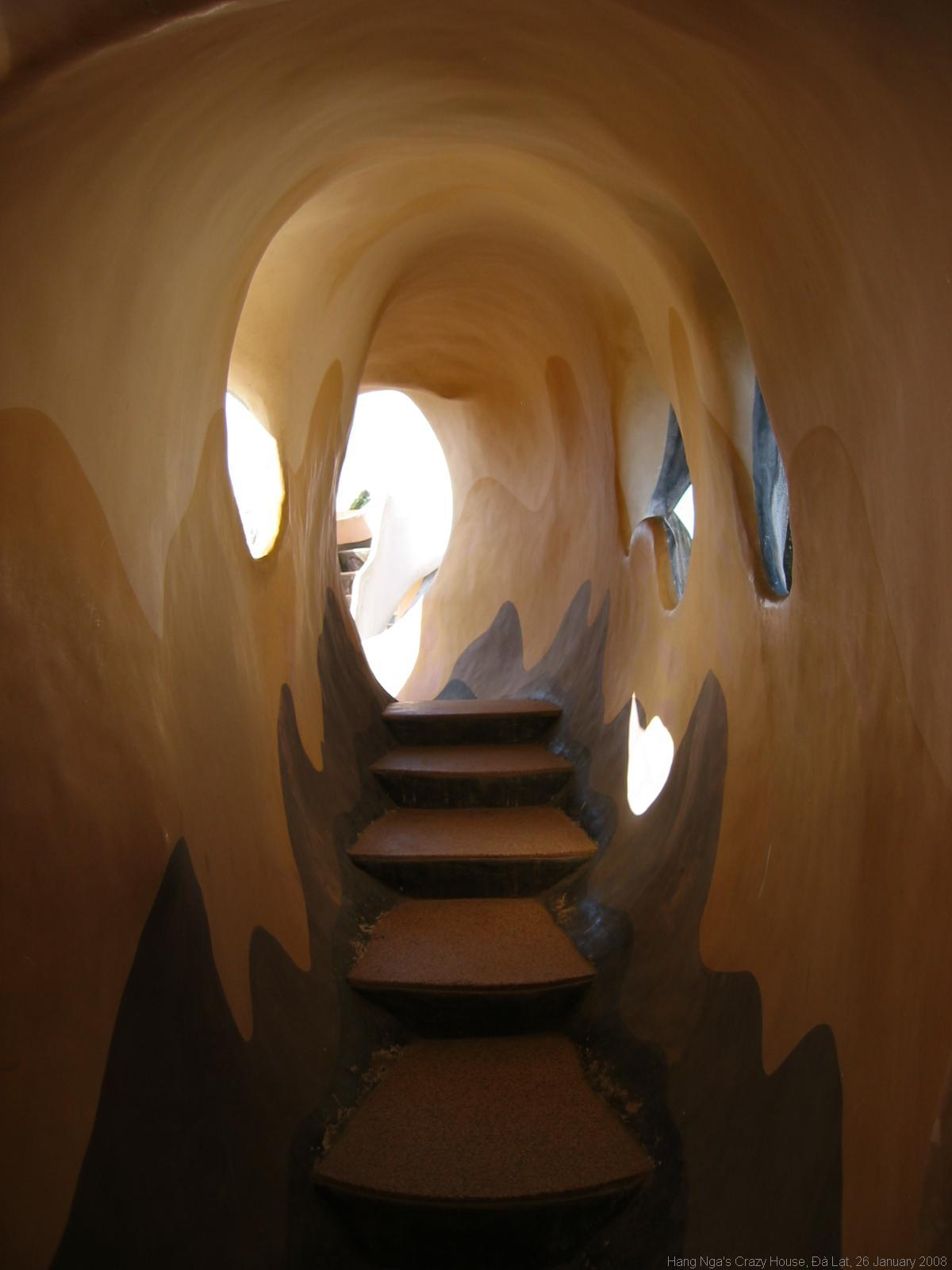
Scala a forma di grotta

La casa pazza di Hằng Nga è stata realizzata personalmente dall'architetto vietnamita Dang Viet Nga ed aperta al pubblico nel 1990. Nga, figlia di Trường Chinh, laureata all'Università di Mosca, ha dichiarato che il suo progetto è stato ispirato dall'ambiente naturale circostante la città di Da Lat e dal lavoro di Antoni Gaudí.

### Architettura
Invece di utilizzare i progetti architettonici standard, Nga realizzò dipinti e assunse artigiani non professionisti locali per trasformare questi disegni di fantasia in elementi strutturali. Nell'edificio sono presenti solo pochi angoli, dal momento che vanta invece una struttura organica complessa che richiama forme naturali. L'esterno dell'edificio, alto cinque piani, assomiglia ad un albero di baniano, con finestre sagomate in modo non uniforme e strutture ramificate che "crescono" lungo le sue pareti e si elevano al di sopra del tetto verso il cielo. Descritta come una "casa delle fate", alcuni osservatori l'hanno paragonata a Salvador Dalí e Walt Disney. Nel tentativo di classificare l'architettura dell'edificio, il Comitato Popolare della città di Đà Lạt l'ha descritta come “espressionista”.

### Interni
L'edificio, ora adibito ad albergo, dispone di dieci stanze a tema, ognuna delle quali ha il simbolo di un animale (ad esempio: tigre, aquila, formica, canguro ed altri, ognuna delle quali stanze ha decorazioni a tema).
Sulla parete della stanza della tigre, l'animale ha gli occhi incandescenti; nella stanza del canguro, il camino è sistemato nella sacca marsupiale dell'animale, mentre nella stanza dell'aquila si trova in un uovo gigante. Molte delle camere incorporano inoltre un ulteriore livello di simbolismo, poiché il tema degli animali è collegato a una particolare nazionalità: la tigre, ad esempio, rappresenta i "punti di forza dei cinesi", l'aquila è "grande e forte come gli statunitensi", mentre la formica rappresenta il "duro lavoro dei vietnamiti".
I mobili all'interno delle camere sono stati realizzati a mano, e talvolta anche costruito direttamente all'interno delle camere stesse, per adattarsi alla non linearità dei muri delle camere. Le decorazioni in pietra in tutta la casa raffigurano animali come orsi, giraffe, rane, ragni e formiche, insieme con elementi naturali come funghi e ragnatele. Le scale e i corridoi all'interno dell'edificio sono stati progettati per assomigliare a gallerie e grotte.

## Turismo
Per far fronte ai debiti accumulati per la realizzazione dell'edificio (costato 30 milioni di Đồng), Nga ha ampliato l'edificio per realizzare un albergo ed è stato aperto al pubblico per visite turistiche a pagamento nel 1990.